# 뮤르
뮤르는 대한민국의 2인조 음악 그룹이다. 2017년 싱글 앨범 [Her Story]로 데뷔했다.

## 방송
- 조선판스타 (2021) - Top5(3위)
- 불후의 명곡2 (2022) - 한국 대중가요사 기록

## 공연
- 달달콘서트 - MuRR(뮤르) (2019)
- 저니투코리안뮤직 (2019)
- 해피런치콘서트7 <생황으로 만나는 음악-뮤르> - 의정부 (2019)
- 달달 콘서트 [그녀들의 은밀한 이야기] (2019)
- 문화가 좋다! 토요일이 좋다! (2019)
- 정오의 문화디저트 (2019)
- 여수시립국악단 제36회 정기공연 - 상상 (2019)
- 달달 콘서트 (2021)
- 뮤르의 〈달달콘서트〉 - 의정부 (2021)